# Lebak
För andra betydelser, se Lebak (olika betydelser).
Lebak (Bayan ng Lebak) är en kommun i Filippinerna. Kommunen ligger på ön Mindanao, och tillhör provinsen Sultan Kudarat. Folkmängden uppgår till 70 899 invånare.

## Bildgalleri

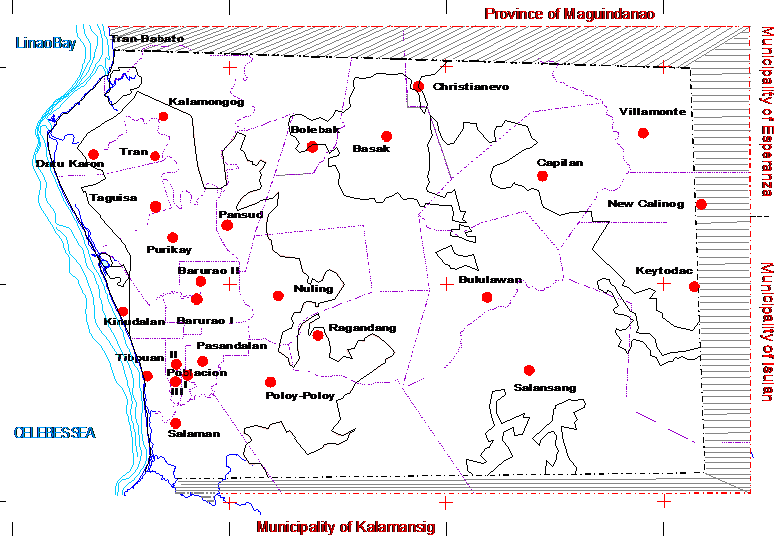
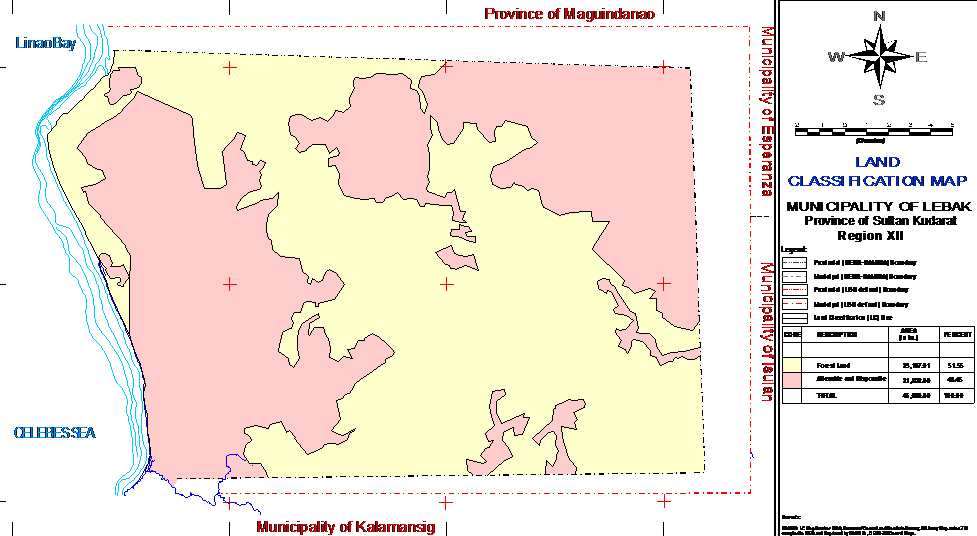
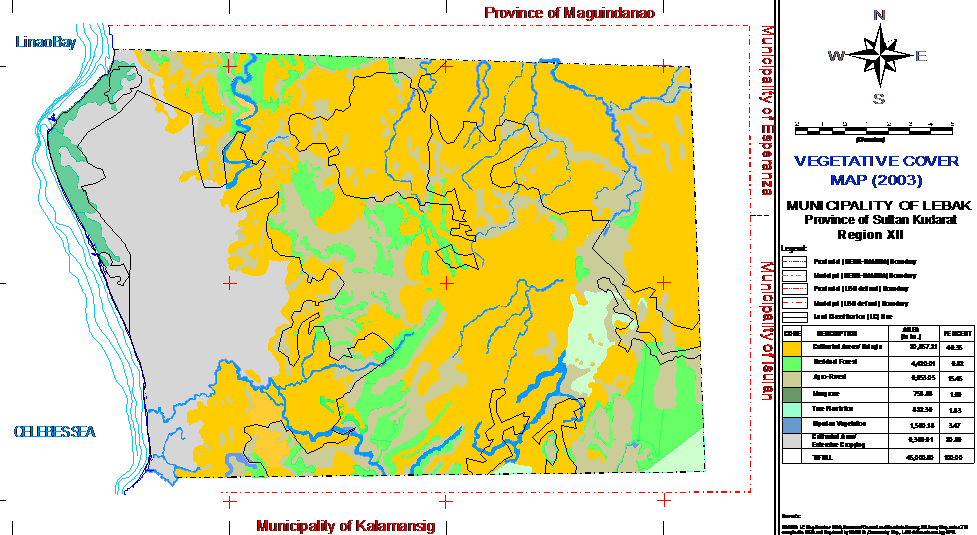
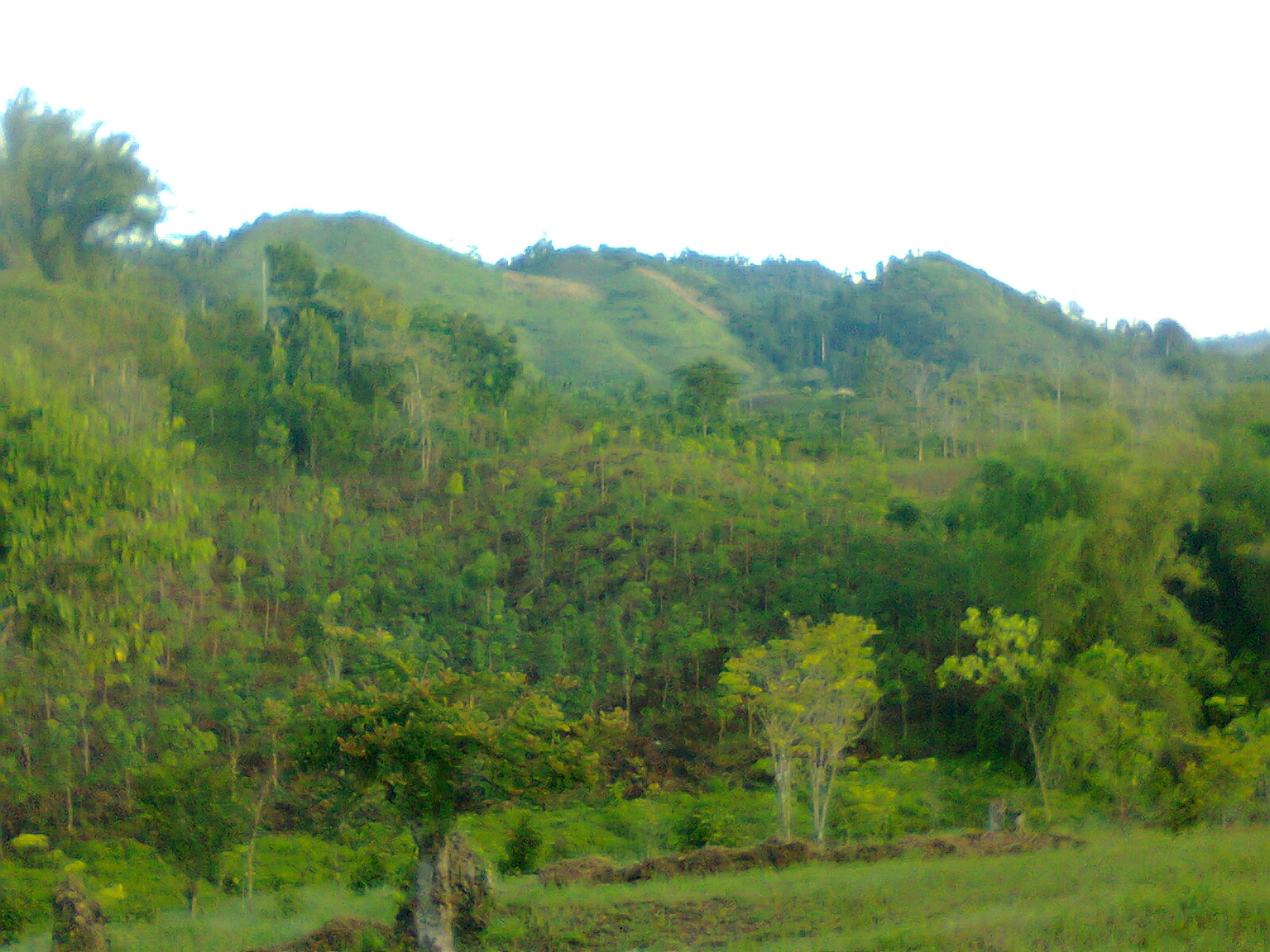
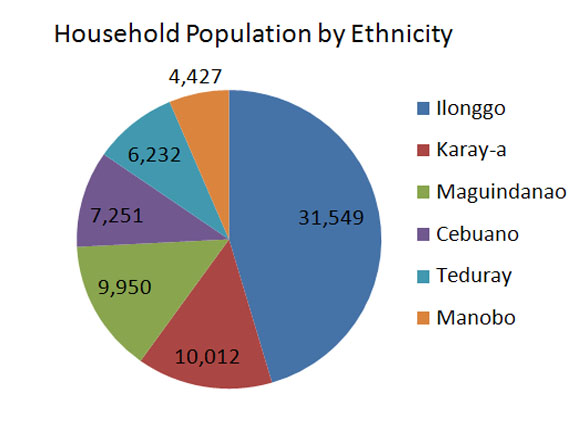

## Barangayer
Lebak är indelat i 27 barangayer.
| - Aurelio F. Freires (Poblacion II) - Barurao - Barurao II - Basak - Bolebok - Bululawan - Capilan - Christiannuevo - Datu Karon - Kalamongog - Keytodac - Kinodalan - New Calinog - Nuling | - Pansud - Pasandalan - Poblacion I - Poblacion III - Poloy-poloy - Purikay - Ragandang - Salaman - Salangsang - Taguisa - Tibpuan - Tran - Villamonte |